# 1949 في كولومبيا
فيما يلي قوائم الأحداث التي وقعت خلال عام 1949 في كولومبيا.

## رياضة
- 1 يناير – الدوري الكولومبي لكرة القدم 1949 الفائز نادي ميلوناريوس.

## مواليد

### يناير
- 16 يناير – ألفونسو بيريز ملاكم كولومبي.

### فبراير
- 2 فبراير – سيمون فيليز مهندس معماري كولومبي.
- 11 فبراير – فرناندو كاسترو لاعب كرة قدم كولومبي.
- 15 فبراير – فرانشيسكو ماتورانا لاعب كرة قدم كولومبي.

### أبريل
- 13 أبريل – خوان ديفيد أوتشوا فاسكيز مهرب مخدرات كولومبي.
- 29 أبريل – ماريو مونتويا يوريبا دبلوماسي كولومبي.

### مايو
- 13 مايو – ليونيداس فارغاس مهرب مخدرات كولومبي.
- 19 مايو – خوان موراليس درّاج طريق كولومبي.

### يوليو
- 19 يوليو – جيمي سييرا

### أغسطس
- 12 أغسطس – ماريو يوريبا إسكوبار سياسي كولومبي.
- 16 أغسطس – ألفونسو غوميز منديز سياسي كولومبي.
- 26 أغسطس – فيرجينيا فاليخو

### سبتمبر
- 7 سبتمبر – كارلوس ليهدر
- 20 سبتمبر – فيليكس ميسيل

### أكتوبر
- 10 أكتوبر – كاليكستو بيريز ملاكم كولومبي.

### ديسمبر
- 1 ديسمبر – بابلو إسكوبار بارون مخدرات كولومبي.

## وفيات

### أكتوبر
- 21 أكتوبر – لورا مونتويا (مواليد 1874) معلمة كولومبية.